# Mark C. Baker

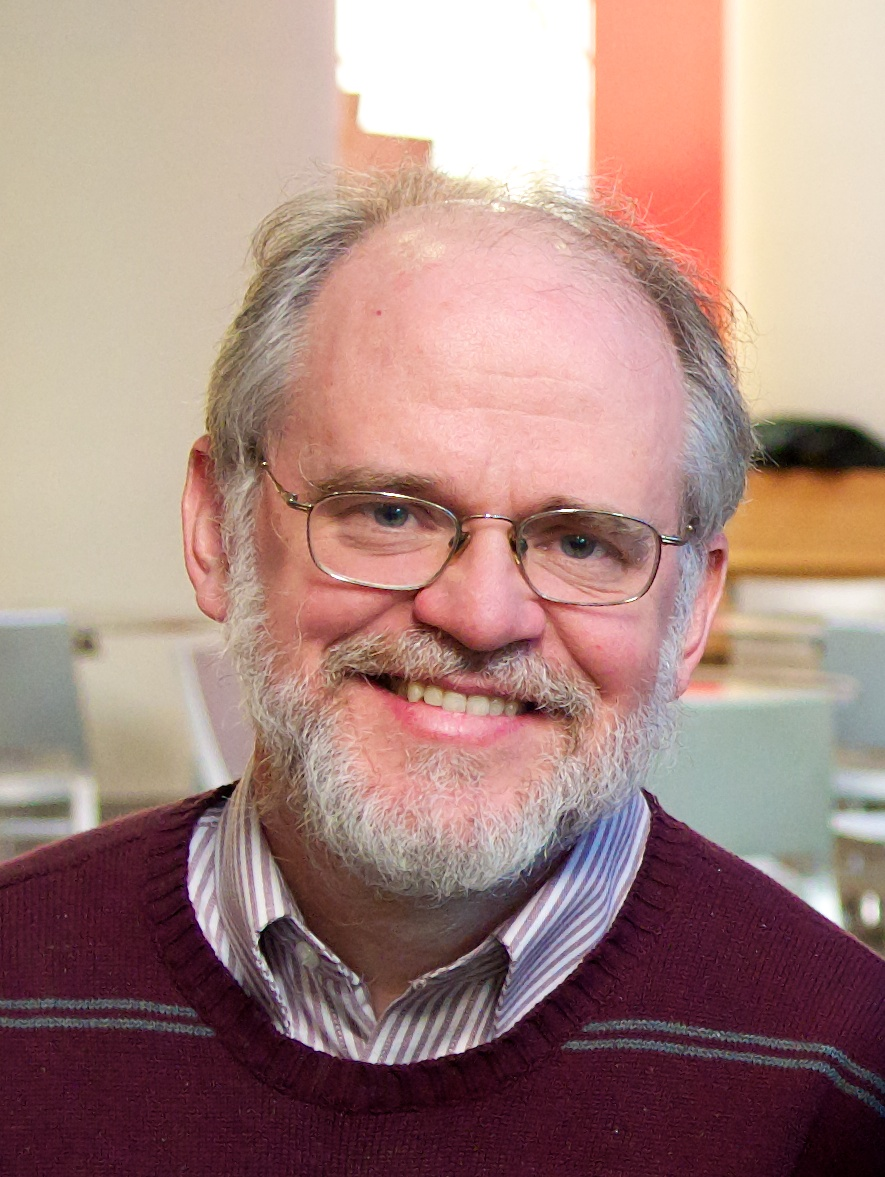
Fotografie von Mark Cleland Baker, aufgenommen am „50th Anniversary of the Graduate Program in Linguistics“ am MIT, Dezember 2011.

Mark Cleland Baker (* 1959) ist ein US-amerikanischer Linguist und Hochschullehrer.
Er erhielt im Jahre 1985 einen Ph.D. am Massachusetts Institute of Technology. Zwischen den Jahren 1986 bis 1998 war er Fakultätsmitglied der McGill University, bevor er dann schließlich, seit dem Jahre 1998, an der Rutgers University zu lehren begann. Im Jahre 1980 erwarb er einen Bachelor (B.S.) in Mathematik und im Jahre 1981 in Philosophie. Zeitweise war er Mitglied des „Summer Instituts“ der Linguistic Society of America. Über viele Jahre arbeitete Baker über die Mohawk-Sprache. 2007 wurde er zum Fellow der American Association for the Advancement of Science gewählt.
Eines seiner wichtigsten linguistischen Forschungsobjekte gilt der generativen Grammatik.
So entwickelte Baker (1988) das Konzept der Universal Theta Assignment Hypothesis (UTAH) (Theta-Rolle) für die Rektions- und Bindungstheorie.

## Werke (Auswahl)
- Incorporation: A theory of grammatical function changing (1988)
- The Polysynthesis Parameter (1996)
- Lexical Categories: Verbs, Nouns and Adjectives (2002)
- The Atoms of Language (2003)
- The Syntax of Agreement and Concord (2008)
- The Soul Hypothesis: Investigations into the Existence of the Soul zusammen mit Stewart Goetz (2011)